# Bränslemätare
En bränslemätare ett instrument som används för att ange mängden bränsle i en bränsletank.

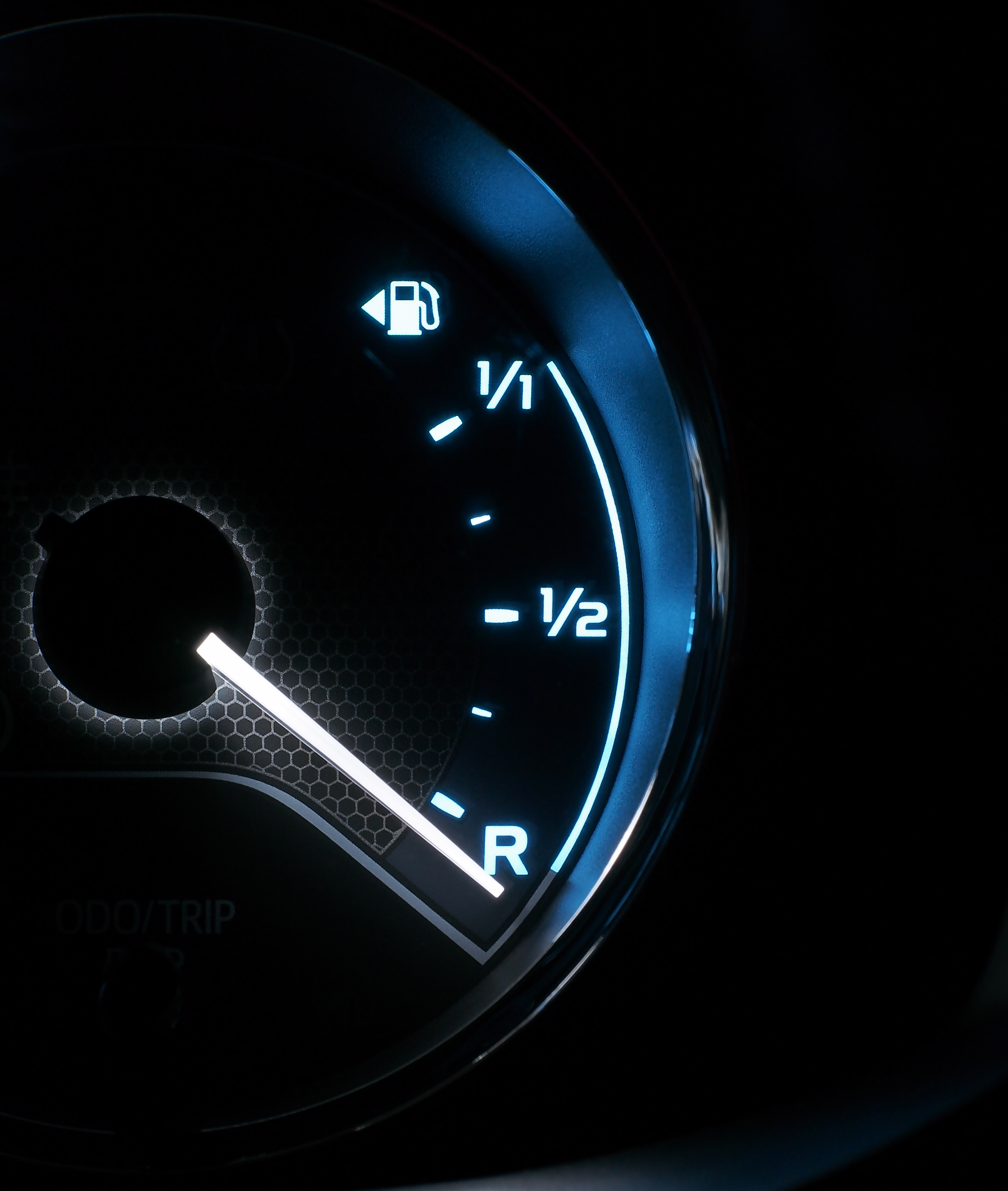
En analog bränslemätare i en Toyota Corolla 2016 med en "Moylan pil" som indikerar att luckan är på vänster sida av fordonet.

I moderna bilar sker mätningen ofta med hjälp av en flottör i tanken kopplad till en potentiometer, det vill säga ju högre flottören flyter desto mer ström går igenom potentiometern. Då etanol men inte bensin och diesel i viss mån är elektriskt ledande ger denna mätmetod en viss missvisning för etanol, vilket ger intrycket att det finns lite mer bränsle kvar än det egentligen gör. Ett sätt att komma runt detta är att använda en magnetisk flottör, en magnetometer på utsidan av tanken kan då mäta flottörens  nivå utan att elektroniken störs av vätskan. Magnetiska flottörer används på mindre flygplan och används också för att mäta nivån i vattentankar. Stora flygplan har många sensorer som mäter dielektricitet. Beroende på hur många sensorer som har kontakt med bränslet räknar en dator ut bränslemängden.
Flygplan och bilar från 1900-talets början hade en glastub med en stång i på instrumentbrädan. Stången var direkt kopplad till flottören.